# BlazHoffski
BlazHoffski is een Nederlands televisieproductiebedrijf, opgericht in 1996 door Dan Blazer en Erik van der Hoff.

## Geschiedenis
BlazHoffski is bekend van programma's als Hello Goodbye en 24 uur met.... In 2010 nam het bedrijf de productiemaatschappij Dahl TV (onder meer Keuringsdienst van Waarde) van eigenaar Maurice Dekkers over en in 2011 nam Warner Bros. International Television Production een meerderheidsbelang in BlazHoffski.
Taco Ketelaar is directeur van het bedrijf.

## Bekende programma's
- Hello Goodbye
- 24 uur met...
- Keuringsdienst van Waarde
- De Wilde Keuken
- Toren C
- Sluipschutters
- De beste singer-songwriter van Nederland
- De Rekenkamer
- Verborgen verleden
- Down met Johnny
- Quatro
- Onder de tram
- First Dates
- Foute Vrienden
- Katja's Bodyscan
- Chef in je oor
- Soundcheckers
- Broodje Gezond
- Golden Oldies
- Gezond weer op
- Camping Powned
- De Proefkeuken
- The Big Escape